# Darko Gol

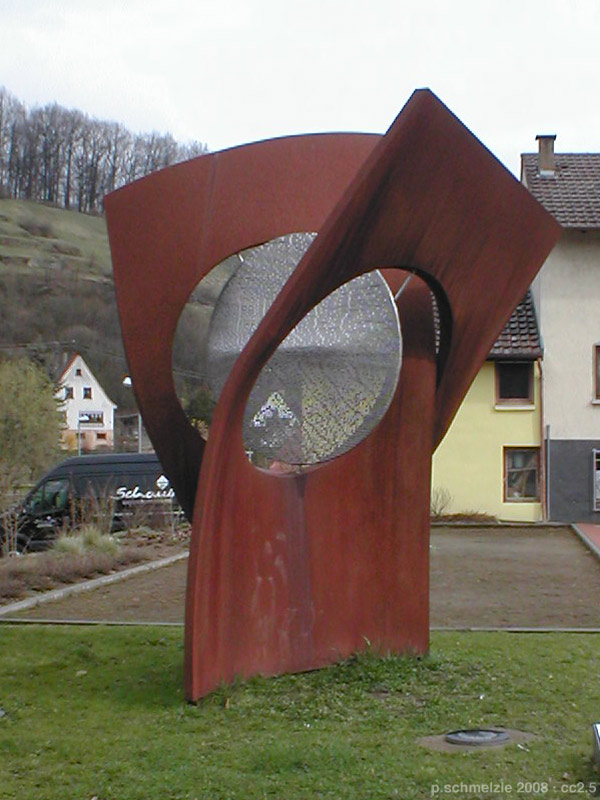
Am Rande mittendrin von Darko Gol in Zaberfeld

Darko Gol (* 1954) ist ein deutscher Bildhauer aus Zaberfeld.
Gol wurde im ehemaligen Jugoslawien (Kroatien) geboren. Er ist Autodidakt und arbeitet seit seinem 15. Lebensjahr bildhauerisch mit verschiedenen Materialien wie Stein, Metall und Holz. Er betreibt seit 1994 ein eigenes Atelier in Zaberfeld, wo er insbesondere Grabmäler herstellt.
Um 1990 zählte er zu der Heilbronner Künstlergruppe Pilum. Aufsehen erregte es 1995, als sein Objekt Raubameise auf der CeBIT entwendet wurde. Im Rahmen der EXPO 2000 schuf er vor dem Ortszentrum in Sternenfels den Expo-Stein. Im Jahr 2000 restaurierte er auf dem Friedhof in Zaberfeld im Auftrag der Gemeinde einige historische Grabmale der Herren von Sternenfels und ein Kriegerdenkmal. In Zaberfeld befindet sich an der Hauptstraße seine Plastik Am Rande mittendrin aus COR-TEN-Stahl und einer Edelstahlscheibe, die die vier Zaberfelder Ortsteile und die drei angrenzenden Landkreise symbolisiert und anlässlich des Abschlusses der Ortskernsanierung im Mai 2005 enthüllt wurde. Weitere Objekte von Darko Gol sind in Zaberfeld am Ortsausgang in Richtung Leonbronn zu sehen. Im Juni 2007 wurde außerdem die liegende Skulptur Seewächterin am Badesee Ehmetsklinge enthüllt.